# RAVE (ダンスユニット)
RAVE（レイブ）とは、過去にキャレスV&Dスクール内で存在したロックダンスユニット。
ストリートライブやイベント等で活躍。現在は解散。

## メンバー
- 清水大樹（しみず だいき、1991年7月31日 - ）

全国ダンスコンテスト「流派R vol.3」に大阪代表に選ばれ、全国大会では西田と共に優勝。現在はスターダストプロモーションに所属し、PrizmaXとして活動中。
- 西田将太（にしだ しょうた、1991年12月1日 - ）

全国ダンスコンテスト「流派R vol.3」に大阪代表に選ばれ、全国大会では清水と共に優勝。
- 吉野晃一（よしの こういち、1994年6月18日 - ）

現在はスターダストプロモーションに所属し、超特急のメンバーとして活動していたが2018年4月8日に脱退。

### 途中脱退
- 池側剛士（いけがわ つよし、1990年7月3日 - ）
- 渡辺黎哉（わたなべ れいや、1992年12月15日 - ）

2006年3月からDASH!!にも所属。2009年からジャニーズ事務所に所属し、関西ジャニーズJr.として活動していたが2011年10月に退所している。
- バッケス健人（けんと、1993年11月6日 - ）

脱退後、2004年からジャニーズ事務所に所属し、関西ジャニーズJr.として活動していたが2010年に退所している。

## 出演
- キャレス 城天ストリートライブ「Big Beat」（2004年6月6日、大阪城公園駅前）池側・清水・西田・バッケス・吉野
- 新鮮組（2004年8月27日、門真市ルミエールホール（門真市民文化会館）大ホール）「Peace!（SMAP）」池側・清水・西田・バッケス・吉野
- モザイクダンスフェスティバル（2005年3月20日）
- 城天ストリートライブ（2005年3月27日、大阪城公園駅前）池側・清水・西田・吉野
- キャレス特別夏期合宿in山中湖（2005年7月21日・22日・23日）
- キャレスV&Dスクール名古屋校のスペシャル発表会!!（2005年9月19日）ゲスト
- 城天&青空オーディション（2005年11月13日）
- HEAVY RHYTHM vol.4（2005年12月19日）
- 大阪校 LEVEL 2（2006年2月19日）ゲスト
- HEAVY RHYTHM vol.5（2006年4月2日）清水・西田・渡辺・吉野